# Lithocarpus edulis
Lithocarpus edulis är en bokväxtart som först beskrevs av Tomitaro Makino, och fick sitt nu gällande namn av Takenoshin Nakai. Lithocarpus edulis ingår i släktet Lithocarpus och familjen bokväxter. Inga underarter finns listade.

## Bildgalleri

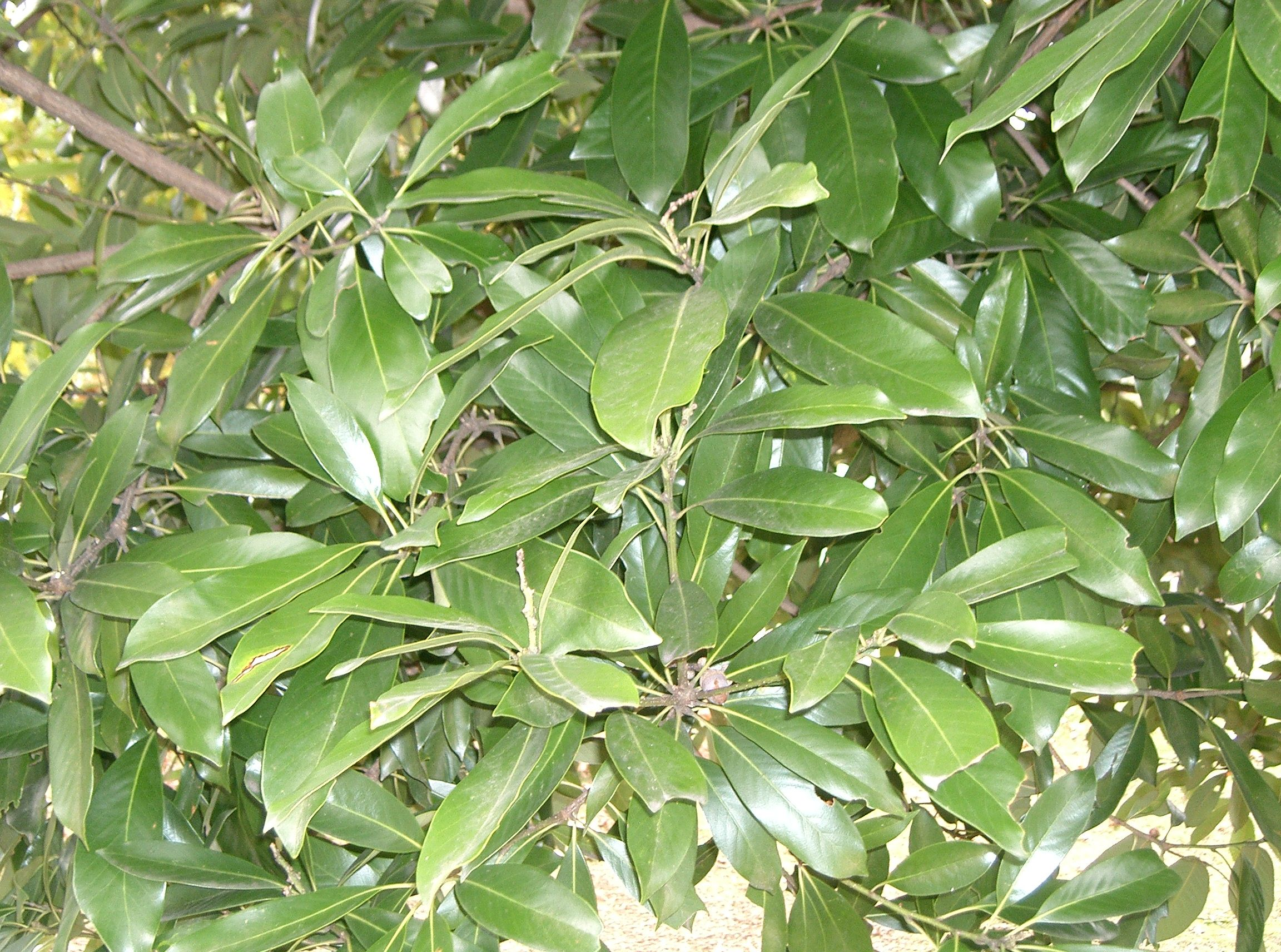
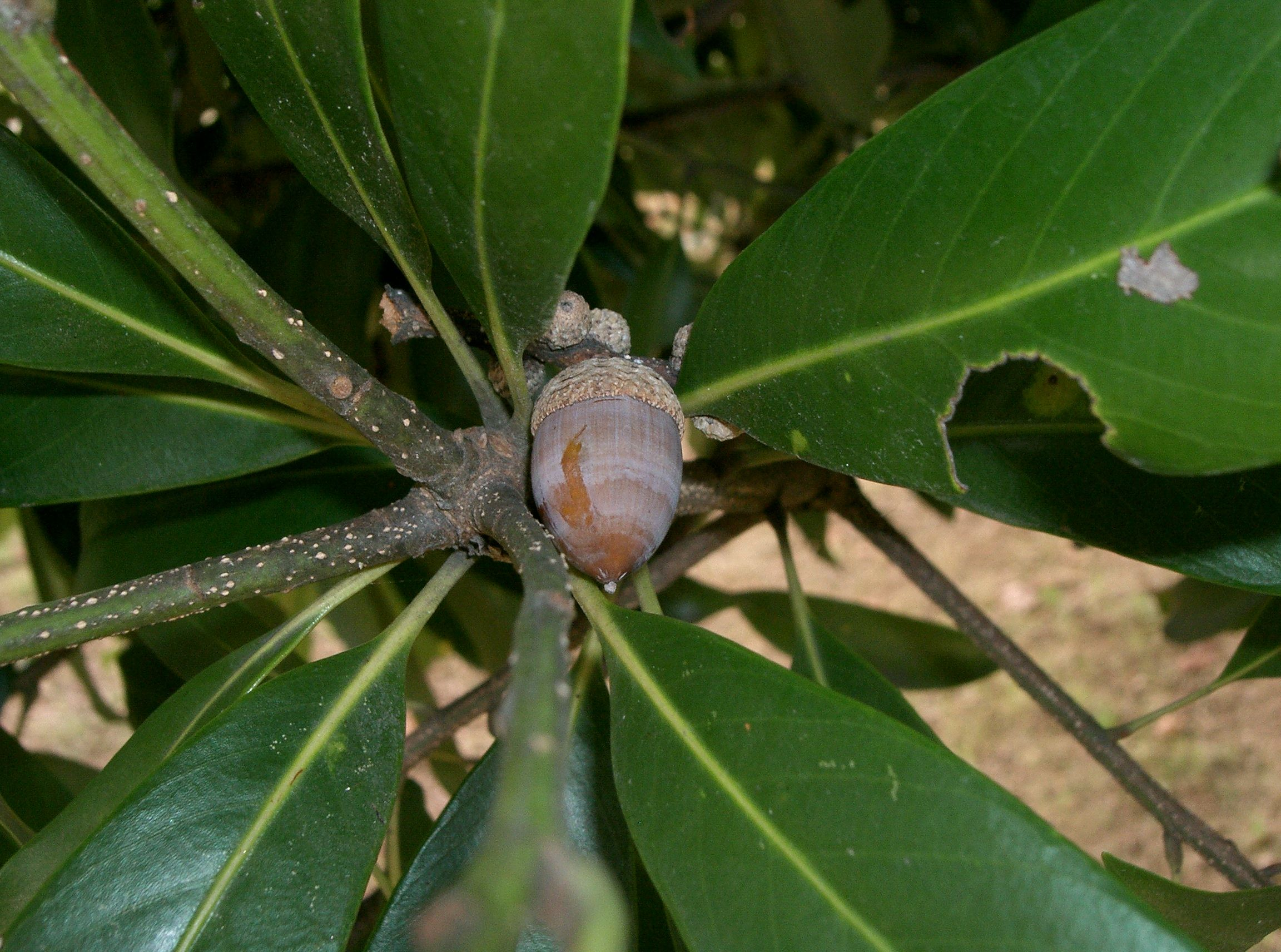
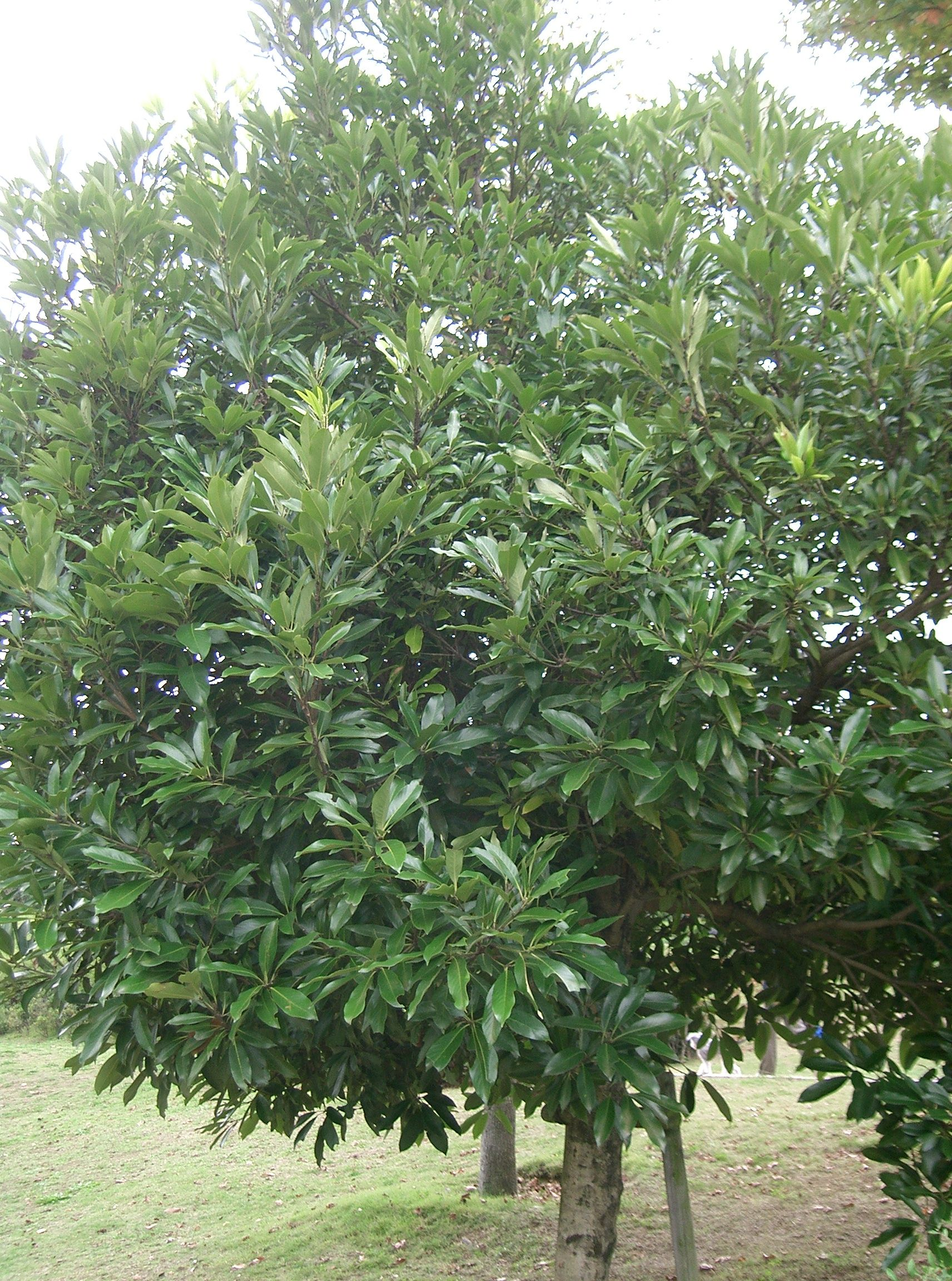
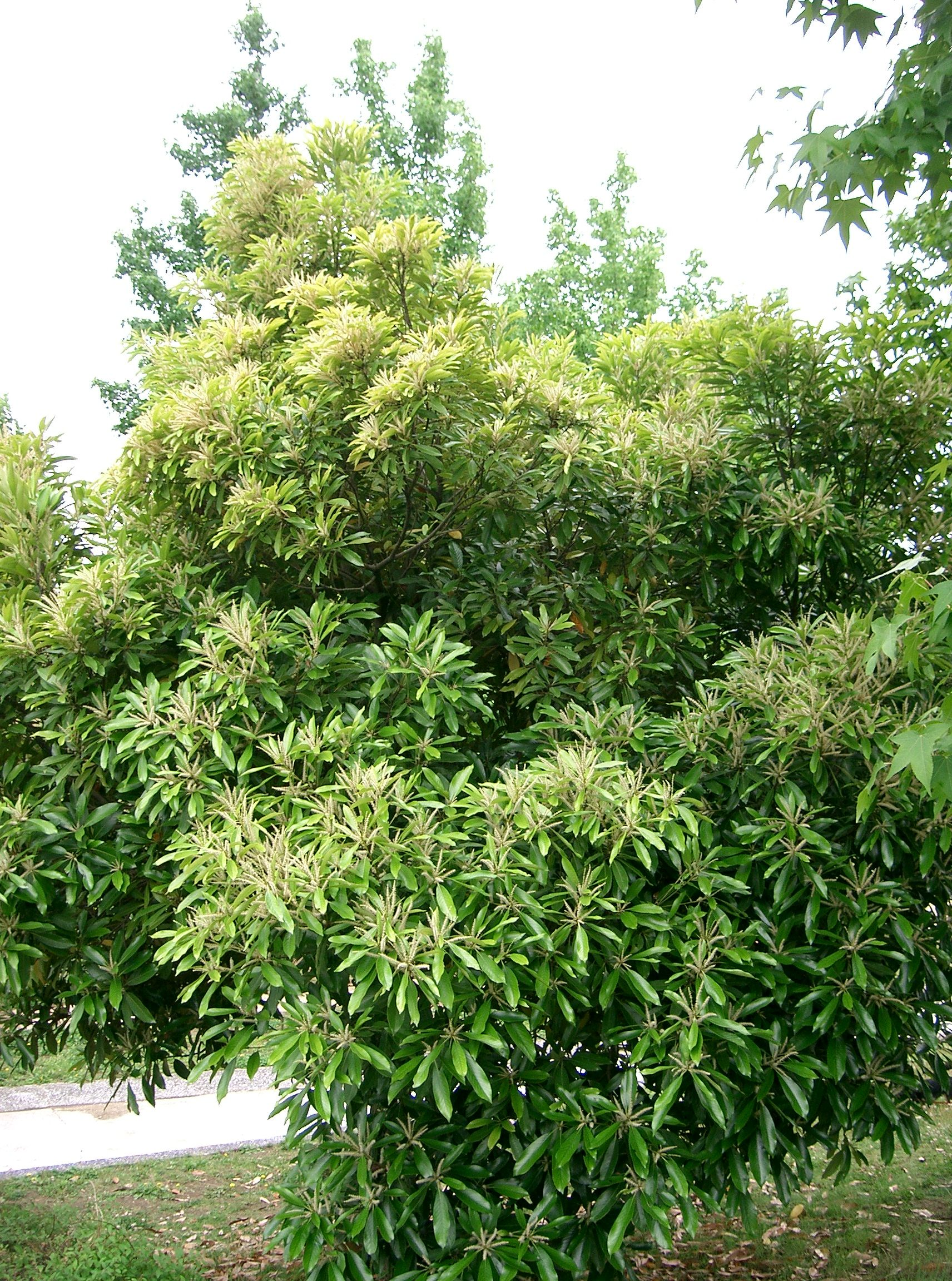
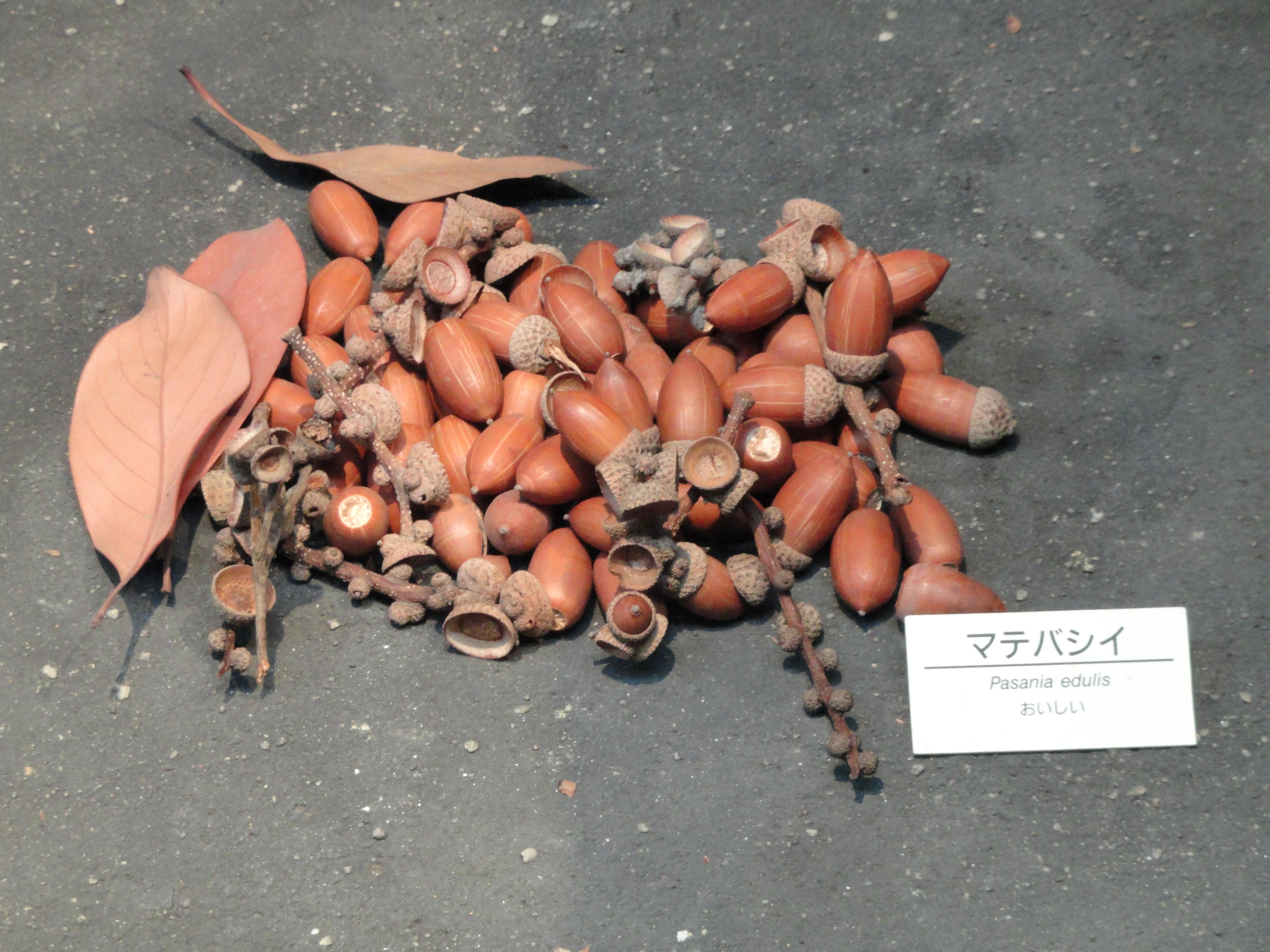
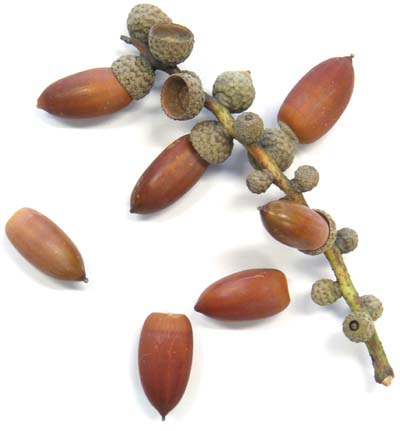